# Lenneroute

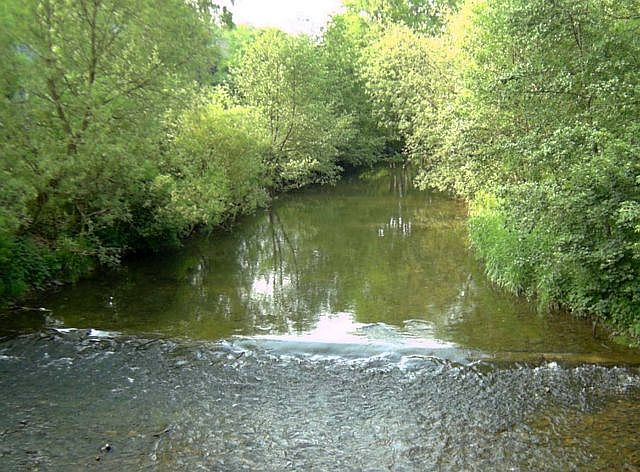
Lenne in Schmallenberg

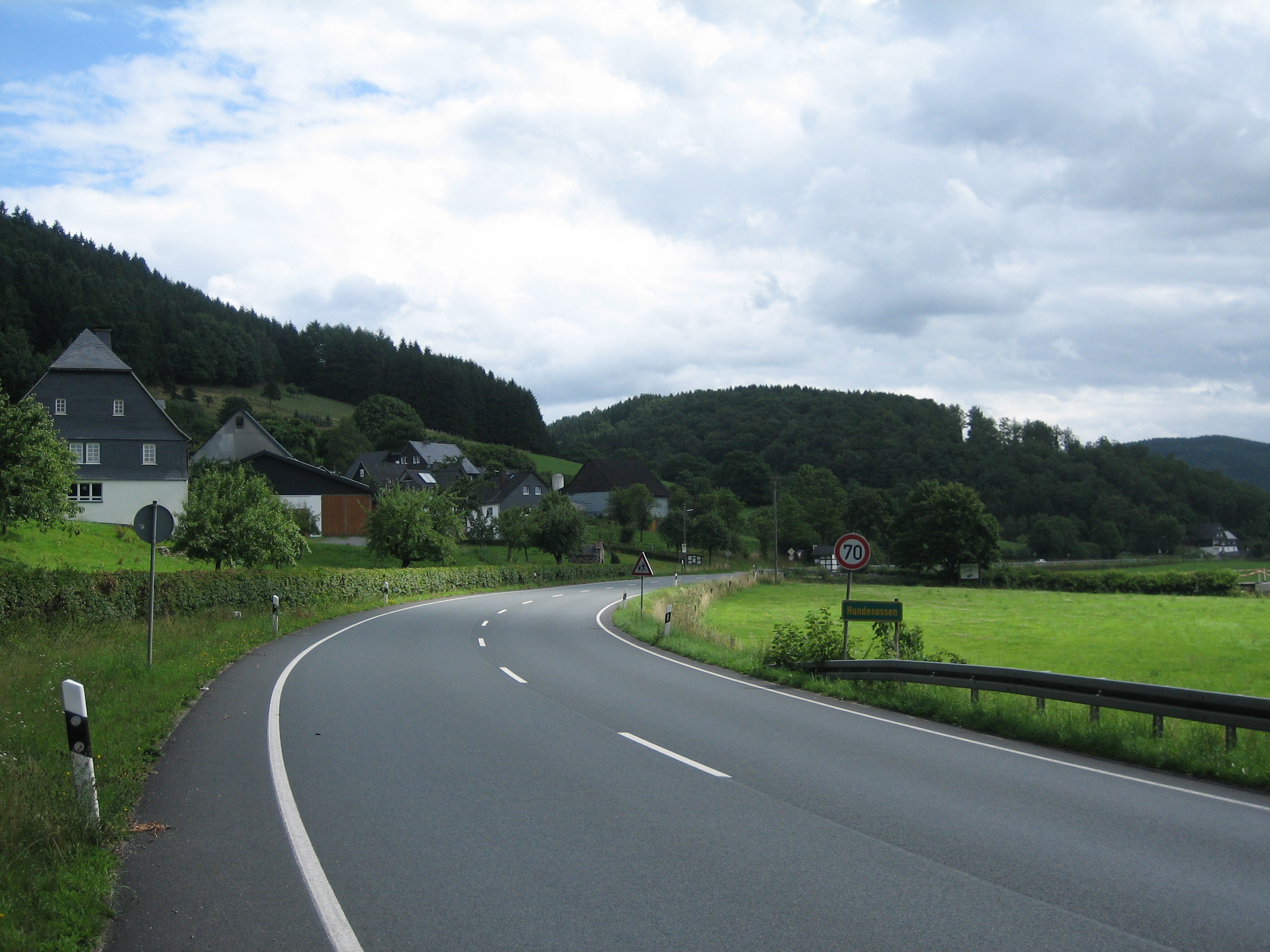
Hundesossen

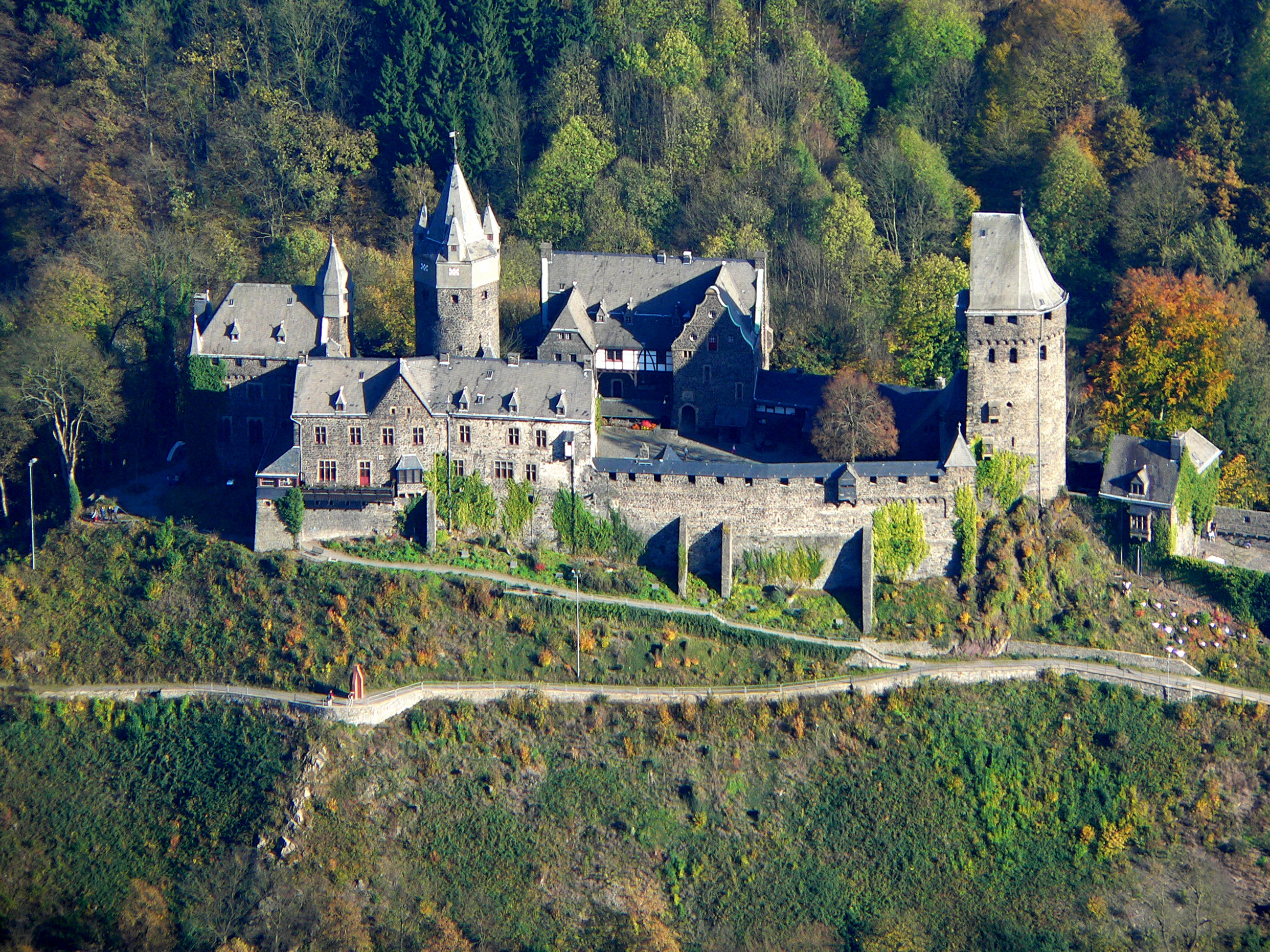
Burg Altena

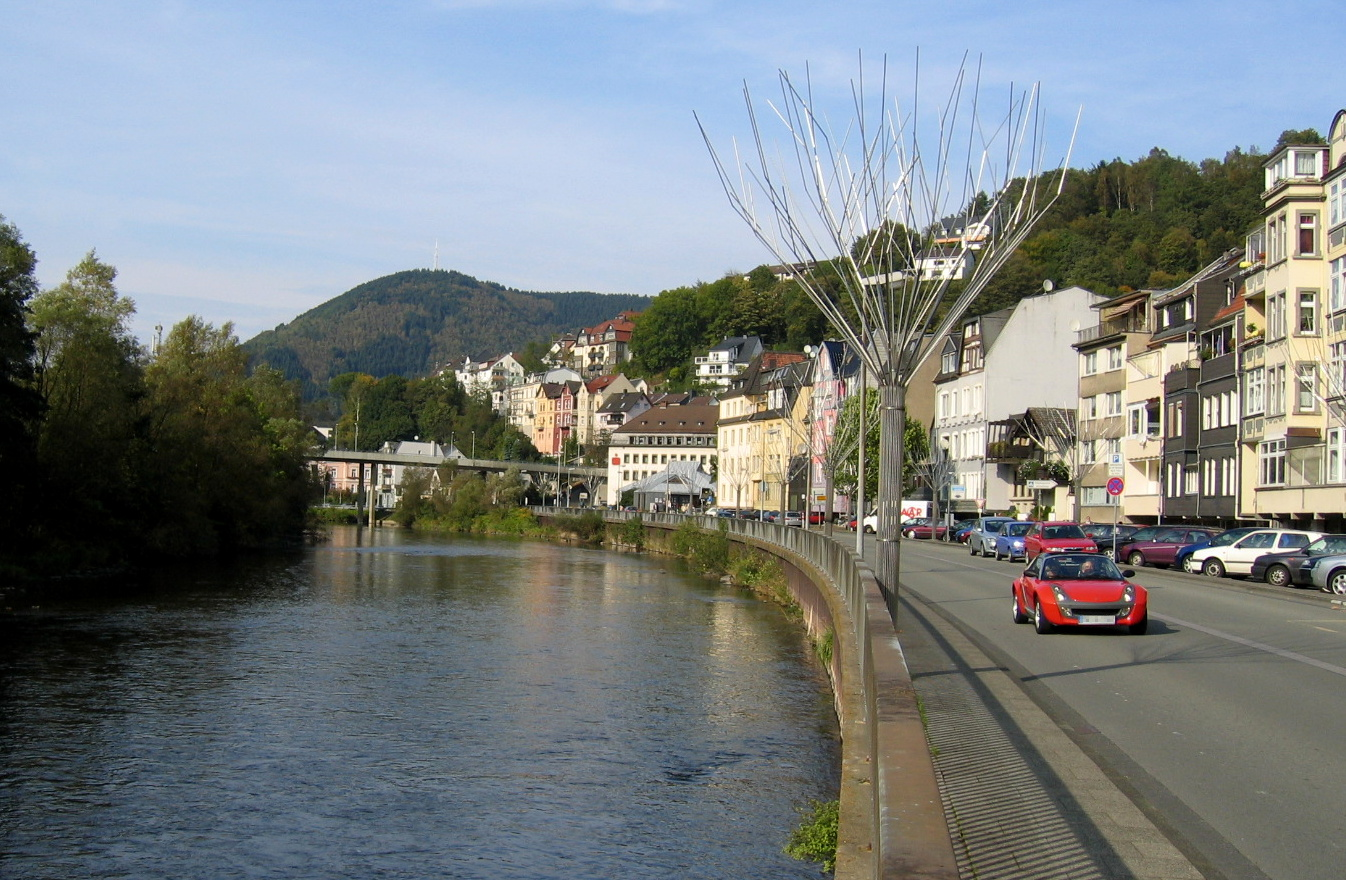
Lenne bei Altena

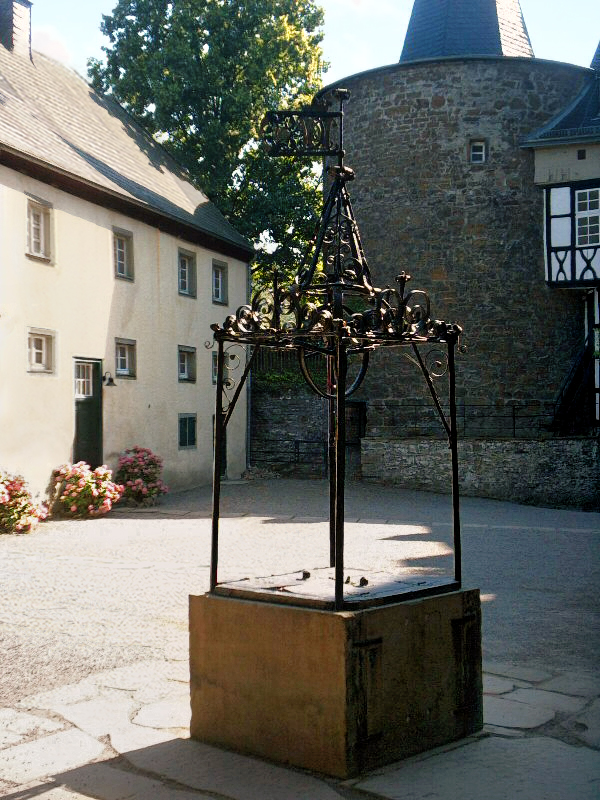
Schloss Hohenlimburg

Die Lenneroute ist ein Radwanderweg entlang der Lenne. Sie wurde am 11. Juni 2005 in Saalhausen im Kreis Olpe im Sauerland eröffnet.
Sie erstreckt sich von Winterberg (etwa 800 m NN) nach Wetter (Ruhr) (110 m NN). Neben der Hauptroute gibt es zwei Arten von Nebenrouten, eine führt zu Sehenswürdigkeiten etwas abseits des Flusstals, zum Beispiel an die Bigge, die andere, der so genannte „Energiepfad“, führt unter anderem an einigen Kraftwerken vorbei. Insgesamt hat die Lenneroute daher eine Länge von etwa 140 Kilometern. Sie durchquert die Landschaften Saalhauser Berge, Ebbegebirge und Lennebergland.
Besondere Schwerpunkte sind auf die Industriegeschichte und die Energiegewinnung gelegt.

## Streckenverlauf

### Start in Winterberg
Vom Ortskern von Winterberg sind es etwa 6 km bis zum eigentlichen Startpunkt der Lenneroute, der Lennequelle auf dem Kahlen Asten. Auf dessen Gipfel steht der Astenturm. Er bietet eine Rundum-Aussicht auf das Sauerland.
Der erste Streckenabschnitt bis in den Ort Neuastenberg ist teilweise sehr steil und führt über unbefestigte Waldwege. Der restliche Weg im Winterberger Stadtgebiet ist abschüssig und dank asphaltierter Abschnitte besser befahrbar. Sehenswürdigkeiten in der Nähe der Strecke sind der Berg Hoher Knochen (642 m ü. NN), die gut erhaltene Burgruine Burg Rappelstein in Nordenau und die Schwarze Fabrik, eine historische Fabrik zur Erzeugung von Holzkohleprodukten.

### Schmallenberg
Überwiegend auf asphaltierten Nebenstraßen geht es nach Schmallenberg. Der Stadtteil Oberkirchen hat einen historischen Ortskern mit einem frühbarocken Kirchengebäude von 1666 und einer Wassermühle aus dem Jahr 1826. Nach einem Anstieg zum Wilzenberg sind dort eine Wallburg, eine Wallfahrtskapelle, ein Aussichtsturm und ein Gipfelkreuz zu finden. Etwas abseits der Strecke befinden sich das Schieferbergbau- und Heimatmuseum Holthausen und das Kloster Grafschaft aus dem Jahr 1072.
Die Stadt Schmallenberg besitzt ebenfalls einen historischen Stadtkern, der aber vom Radweg auf der anderen Lenneseite umfahren wird. Ab Schmallenberg geht es häufiger an der B 236 entlang, teilweise auf einem angeschlossenen Radweg. Der Ortsteil Fleckenberg beherbergt ein Besteckmuseum. Nach den Ortsteilen Lenne und Hundesossen gelangt man nach Lennestadt.

### Lennestadt
In Saalhausen, einem Ortsteil von Lennestadt, wurde 2005 die Lenneroute eröffnet. Oberhalb des Tals liegen Wallburgen bei Gleierbrück und Theten. Nach einem kurzen Abschnitt auf der B 236 bei Gleierbrück geht es über ruhige Nebenstraßen weiter. In Altenhundem gab es früher eine Vogelwarte. Abseits der Strecke liegt der Aussichtsturm auf der Hohen Bracht. In Meggen galten das Bergbaumuseum Siciliaschacht und die Sauerland-Pyramiden als sehenswert. Dort gibt es auch einen kurzen extrem steilen Anstieg.
In Grevenbrück muss die vielbefahrene Kreuzung der B 236 mit der B 55 überquert werden. Danach geht es über Nebenstraßen weiter. Im Ort stehen das Stadtmuseum Lennestadt und die Burgruine Peperburg. Ab Grevenbrück gelangt man über die B 55 nach Elspe, zur Burg Bilstein und nach Attendorn mit Biggesee, Ahauser Stausee, Attahöhle, Burg Schnellenberg und Waldenburg.

### Finnentrop
In Finnentrop geht es erneut über einige Abschnitte der B 236 vorbei am Laufwasserkraftwerk Bamenohl und dem Schloss Haus Bamenohl. Ab dem Ortskern führt die Strecke auf einer Nebenstraße jenseits der Lenne nach Lenhausen mit dem Laufwasserkraftwerk und dem Schloss Lenhausen. Oberhalb des Schlosses, in Richtung Schönholthausen, kreuzt auch der SauerlandRadring bzw. der Ruhr-Sieg-Radweg, die zum Teil auf steigungsarmen ehemaligen Bahntrassen verlaufen.

### Plettenberg
Hinter dem Ortsteil Pasel von Plettenberg führt die Nebenstraße steil hinauf zur Ruine der Burg Schwarzenberg. Danach geht es bergab vorbei am Wasserkraftwerk Siesel nach Eiringhausen. Hier befinden sich das Schwimmbad AquaMagis, das Wasserkraftwerk Ohle und bei Ohle das Schloss Brüninghausen. Ab Teindeln folgt die Lenneroute wieder der B 236 und führt über die vielbefahrene Bundesstraße.

### Werdohl
In Werdohl führt die Strecke zunächst durch ein Gewerbegebiet, dann wieder über die B 236, bevor es im Ortskern etwas ruhiger zugeht. Außerhalb der Stadt führt die Strecke wieder auf die Bundesstraße, vorbei an den Wasserkraftwerken Schlacht und Wilhelmsthal. Für wenige Kilometer geht es über einen asphaltierten Waldweg, dann wieder zur B 236. Zwischen Dresel und Altena gibt es keinen Radweg. Die Route führt vorbei am Kohlekraftwerk Elverlingsen.

### Altena
In Altena wird eine beruhigte Straße in der Innenstadt genutzt. Oben auf dem Berg steht die Burg Altena mit dem Deutschen Drahtmuseum.

### Nachrodt-Wiblingwerde
Zwischen Altena und Nachrodt-Wiblingwerde fährt man durch die Wohngebiete Opperhusen und Einsal (mit dem Wasserkraftwerk Einsal). In Nachrodt steht kein Radweg zur Verfügung. Hier ist das Haus Nachrodt sehenswert.

### Iserlohn-Letmathe
Ab Iserlohn-Lasbeck führt der Weg durch Gewerbegebiete zum Iserlohner Stadtteil Letmathe. Genau am Abzweig nach Iserlohn-Zentrum steht die Felsformation Pater und Nonne mit der Grürmannshöhle. An der Straße nach Iserlohn-Zentrum liegt die Dechenhöhle mit dem Deutschen Höhlenmuseum Iserlohn. Von Iserlohn-Letmathe bis Hagen-Hohenlimburg stehen wieder keine Radwege zur Verfügung.

### Hagen
In Hohenlimburg, heute ein Stadtteil von Hagen, sind das Schloss Hohenlimburg und die Ruine Raffenburg sehenswert. Ab Hohenlimburg führt die Lenneroute durch die Auen auf einem gepflasterten Weg bis zur Lennemündung in die Ruhr und dem Hengsteysee nördlich von Hagen.

### Wetter
Der weitere gemeinsame Verlauf mit dem RuhrtalRadweg führt vorbei am Harkortsee, einem weiteren Stausee der Ruhr. Die Lenneroute endet dann am Bahnhof Wetter (Ruhr).

## Ausbaumaßnahmen

### Borghausen – Trockenbrück
Zwischen Borghausen und Trockenbrück im Teilabschnitt Finnentrop – Lennestadt soll der Radweg entlang der B 236 fortgeführt werden. Der notwendige Platz für den neuen Radweg soll durch eine Stützwand zur Lenne geschaffen werden. Bislang endet der straßenbegleitende Radweg in Borghausen und Radfahrer müssen über einen schmalen und nichtasphaltierten Feldweg in diesem Bereich ausweichen. Ein Realisierungstermin für die Maßnahme ist nicht absehbar, da die Kreuzung zwischen B 236 und B 55 in diesem Bereich neugestaltet werden soll, wozu eine Brücke über die Lenne und ein Kreisverkehr eingerichtet werden sollen. Da der Radweg durch die Maßnahme beeinflusst wird, ist nicht absehbar, ob der Radweg schon zuvor angelegt werden kann.

### Lenne – Störmecke
Im Abschnitt Lenne – Störmecke zwischen Lennestadt und Schmallenberg soll der Radweg von seinem heutigen Verlauf über die B 236 auf einen eigenständigen Radweg verlegt werden. In der Vergangenheit hatte der Landesbetrieb Straßen NRW bereits erfolglos versucht den Grund für diesen neuen Radweg zu erwerben. Nach Verhandlungsübernahme durch die Anliegerkommunen, konnte auf Lennestädter Gebiet eine Lösung für den Grunderwerb gefunden werden. Auf Schmallenberger Gebiet laufen die Verhandlungen noch.